# Música de anime
A música no anime é geralmente associada a indústria da música japonesa, mas ela por si só é uma importante indústria e um gênero, que muitas vezes é referido como música de anime (em japonês: アニソン; romaniz.: anison), uma aglutinação de "animation" ("animação") e "song" ("canção"), ou "canção de anime"). É comum que as séries televisivas e os OVAs venham acompanhados por álbuns com a trilha sonora, que incluí os temas de abertura ("OP", opening), encerramento ("ED", ending) e inserção, músicas incidentais, canções originais ("image songs") e faixas drama (pequenas narrativas com as vozes dos dubladores). Normalmente eles cantam as músicas que aparecem em séries ou filmes de animação. Do mesmo modo, não é incomum que os dubladores (seiyū) de animes tenham carreiras musicais; Megumi Hayashibara, Yui Horie, Nana Mizuki, Maaya Sakamoto, Rica Matsumoto e Aya Hirano, estão entre os inúmeros seiyū que gravaram músicas independentes do anime.